# ژان هشتم، امپراتور بیزانس
ژان هشتم پالایولوگوس یا یوانس هشتم پالایولوگوس (به یونانی: Ίωάννης Η' Παλαιολόγος, Iōannēs VIII Palaiologos) (به لاتین: Ioannes VIII Palaeologus) (۱۷ یا ۱۸ دسامبر ۱۳۹۲ — ۳۱ اکتبر ۱۴۴۸) امپراتور ماقبل آخر بیزانس بود که بیشتر دوران فرمانرواییش را به درخواست کمک از غرب برای رویارویی با آخرین حملات ترکان عثمانی علیه امپراتوری بیزانس گذراند.

## زندگینامه
ژان هشتم پسر مانوئل دوم پالایولوگوس و هلنا دراگاشِ صرب‌تبار از دودمان دراگاش مقدونیه بود. او سال ۱۴۰۸ میلادی به‌عنوان امپراتور مشترک با پدرش تاج‌گذاری و حکومت مؤثرش را در سال ۱۴۲۱ میلادی آغاز نمود.
نگاه ژان هشتم نسبت به دو موضوع رویکرد در مقابل ترکان عثمانی و اتحاد دو کلیسای کاتولیک و ارتودوکس با پدرش متفاوت بود. او سیاست‌های پدرش را منفعلانه و مسامحه‌جویانه می‌دانست. در طرف مقابل، مانوئل دوم نیز پسرش را حاکمی جاه‌طلب با دیدگاه‌ها و آرمان‌هایی غیر واقع‌بینانه می‌دید که تنها مناسب دوران پیشین شکوفایی امپراتوری بود و هیچ نفعی برای شرایط کنونی نداشت.
مانوئل دوم سال ۱۴۲۵ میلادی درگذشت و ژان هشتم یگانه امپراتور بیزانس شد. او بر قسطنطنیه و نواحی اطرافش فرمان می‌راند و برادرانش ادارهٔ باقی‌ماندهٔ امپراتوری چند تکه‌شده در پلوپونز یونان و مناطق حاشیهٔ دریای سیاه را در دست داشتند.
قسطنطنیه ماه ژوئن سال ۱۴۲۲ میلادی به محاصرهٔ نیروهای مراد دوم، سلطان عثمانی درآمد. پس از آن که ترکان ماه مارس سال ۱۴۳۰ میلادی موفق به تصرف تسالونیکی شدند، ژان برای مقابله با آن‌ها رو به سمت غربی‌ها آورد و از آن‌ها کمک خواست. او سال ۱۴۳۷ میلادی به ایتالیا رفت و برای جلب حمایت آن‌ها در شورای فررا-فلورانس (Council of Florence) در سال ۱۴۳۹ میلادی، اتحاد دو کلیسای بیزانس و لاتین را اعلام کرد. این اتحاد سبب بروز تفرقه در بین اهالی بیزانس شد که حاضر به تسلیم کلیسای خود به پاپ نبودند و از سوی دیگر تلاش غربی‌ها برای مقابله با ترکان عثمانی نیز در نهایت به شکست انجامید.
ژان که فرزندی نداشت برادرش کنستانتین را به جانشینی خود برگزید اما این موضوع با مخالفت و دسیسه‌چینی‌های برادر کوچک‌ترش دمتریوس همراه شد. این موضوع و دیگر اتفاقات پیش‌آمده سبب شد تا ژان از نظر روحی و روانی در شرایط مناسبی به سر نبرد و شنیدن خبر پیروزی ترکان بر مجارها در دومین نبرد کوزوو در ماه اکتبر سال ۱۴۴۸ میلادی نیز بر وخامت اوضاع او افزود. سرانجام ژان هشتم روز ۳۱ اکتبر سال ۱۴۴۸ میلادی در قسطنطنیه درگذشت و پس از او برادرش کنستانتین با حمایت مادرشان هلنا، با عنوان کنستانتین یازدهم بر تخت امپراتوری بیزانس نشست.
هرچند تلاش‌های ژان برای اتحاد دو کلیسا با شکست مواجه شد اما سفر او به ایتالیا چندان هم بی‌حاصل نبود و رویدادی مهم در تاریخ رنسانس ایتالیا محسوب می‌شد. هنرمندان ایتالیایی از جمله بنوتزو گوتزولی، شکوه و جلال ژان و هیأت همراهش را به‌تصویر کشیدند و از آن مهم‌تر، تبادل نظر بین اعضای هیأت همراه شامل دانش‌پژوه بزرگ ژرژ ژمیستوس پلتون با اومانیست‌های ایتالیایی بود. در عین‌حال اندیشمندان ایتالیایی به نسخ خطی یونانی‌ای دست یافتند که آزادانه در مکان‌های برپایی شورا خرید و فروش می‌شد.